# Нолли (телесериал)
«Нолли» (англ. Nolly) — британский трёхсерийный биографический мини-сериал, созданный Расселом Т. Дейвисом, с Хеленой Бонем Картер в главной роли актрисы Ноэль Гордон, прославившейся благодаря проекту ITV «Перекрёсток» .
Премьера сериала состоялась 2 февраля 2023 года на новой потоковой платформе ITVX . Он транслировался на канале ITV1 27-29 декабря 2023 года и на канале PBS в марте 2024 года.

## Сюжет
Джоан Ноэль Гордон — английская актриса и телеведущая шотландского происхождения. Она сыграла роль Мэг Мортимер в многолетней британской мыльной опере «Перекрёсток» с 1964 по 1981 год с кратким возвращением в 1983 году. Сериал рассказывает о колоссальном успехе телезвезды, а затем о предательстве и внезапном увольнении, которые последовали за этим.

## В ролях
- Хелена Бонем Картер — Ноэль Гордон[англ.]
  - Сильвия Презент — Ноэль в юности
- Макс Браун — Майкл Саммертон
- Антония Бернат — Джейн Россингтон
- Бетани Антониа — Поппи Нгомо
- Марк Гэтисс — Ларри Грейсон[4]
- Август Прю — Тони Адамс[5]
- Кон О’Нил — Майкл Саммертон
- Эмили Бутчер — Фиона Фуллертон
- Джон Маккэй — Джон Лоуги Бэрд
- Тим Уоллерс — Чарльз Дентон
- Том Белл — Родни
- Николас Гекс — Гарольд Макмиллан
- Ллойд Гриффит — Пол Генри

## Награды и номинации
| Год  | Награда        | Категория                   | Номинант            | Итог      |
| ---- | -------------- | --------------------------- | ------------------- | --------- |
| 2023 | BAFTA Cymru    | Лучший сценарий             | Рассел Ти Дейвис    | Победа    |
| 2024 | BAFTA TV Award | Лучшая женская роль         | Хелена Бонем Картер | Ожидается |
| 2024 | BAFTA TV Award | Оригинальный саундтрек      | Блэр Моуат          | Ожидается |
| 2024 | BAFTA TV Award | Лучший художник-постановщик | Ben Smith           | Ожидается |